# 丹尼斯·纳凡
丹尼斯·纳凡（英語：Denis Vincent Napthine，1952年3月6日—），澳大利亞政治人物，维多利亚州第47任州长（2013-2014）。他於1988年首次进入维多利亚州众议院；1999年10月，自由党在州议会选举中失败后，出任州反对党领袖（2002年辞职）。2013年3月6日，时任州长、自由党领袖泰德·百鲁辞职后，纳凡经党内推举，接任州自由党领袖、并出任维多利亚州第47任州长。2014年12月，因在州大选中落败而离职。

## 从政经历
纳凡出生在维多利亚州西南城市吉朗；在十个兄妹中，排行老三。曾在墨尔本大学兽医系学习，成为职业兽医；后在迪肯大学获管理学硕士学位。他和妻子Peggy，育有3个孩子。
1988年，纳凡首次当选维多利亚州众议院议员；并一直连任至今。在前州长简纳德（1992－1999）执政中后期获得重用，于1996年出任青年和社区服务厅厅长；在1999年州选举前的数日，又被提拔为财政厅厅长。在随后的选举中，执政联盟失去了州众议院多数席位；肯尼特下台后，纳凡出任反对党领袖。2002年8月，在新一届州选举3个月前，罗伯特·道尔挑战纳凡领袖职位成功；但是，自由党在接下来的选举中惨败，纳凡自己也差点儿丢掉席位。
2010年，自由党在泰德·百鲁的领导下，终于重拾维多利亚州执政权，纳凡再次进入州政府内阁，负责海港事务发展、博彩业、区域城市发展和重大项目。2013年3月6日，州长百鲁宣布辞职，纳凡在自己61岁生日这天出任维多利亚州第47任州长。

## 外部連結
- 个人网页 (英)